# Selecció femenina de futbol d'Austràlia
La selecció femenina de futbol d'Austràlia representa a Austràlia a les competicions futbolístiques femenines de seleccions nacionals. Ha sigut campiona tant d'Àsia com d'Oceaní, i ha arribat als quarts de final tant als Jocs Olímpics com al Mundial. Actualment és 7a en el rànquing FIFA.

## Actual plantilla
Convocatòria de maig del 2016 per als Jocs Olímpics 2016. Les banderes representen la lliga on juga la jugadora.
| Porteres                                          | Defenses                                                                                     | Centrecampistes                                                                                        | Davanteres                                                                         |
| ------------------------------------------------- | -------------------------------------------------------------------------------------------- | --- | ---------------------------------------------------------------------------------- |
| Mackenzie Arnold · Lydia Williams · 0 · 0 · 0 · 0 | Laura Alleway · Ellie Carpenter · Steph Catley · Alanna Kennedy · Clare Polkinghorne (C) · 0 | Tammeka Butt · Caitlin Foord · Katrina Gorry · Elise Kellond-Knight · Chloe Logarzo · Emily van Egmond | Larissa Crummer · Lisa De Vanna · Michelle Heyman · Samantha Kerr · Kyah Simon · 0 |

## Històric
| Primer partit                          | No oficialment: Tailàndia 3-2 Austràlia (25/08/1975) | Austràlia 2-2 Nova Zelanda (06/10/1979) |
| Majors victòries                       | Austràlia 21-0 Samoa Americana (09/10/1998)          |                                         |
| Majors derrotes                        | Estats Units 9-1 Austràlia (05/06/1996)              |                                         |
| Millor resultat al Mundial             | Quarts de final (3 vegades: 2007-2015)               |                                         |
| Millor resultat als Jocs Olímpics      | Quarts de final (2 vegades: 2004-2016)               |                                         |
| Millor resultat al Campionat d'Oceanía | Campió (3 vegades: 1995-2003)                        |                                         |
| Millor resultat a la Copa Asiàtica     | Campió (2010)                                        |                                         |
| Millor posició al Ranking FIFA         | 5ª (2016)                                            |                                         |
| Pitjor posició al Ranking FIFA         | 16ª (2006)                                           |                                         |
| Jogadora amb més internacionalitats    | Cheryl Salisbury (151)                               |                                         |
| Jogadora amb més gols                  | Kate Gill (41)                                       |                                         |

| JOCS OLÍMPICS           | JOCS OLÍMPICS | JOCS OLÍMPICS            | JOCS OLÍMPICS    | JOCS OLÍMPICS    | JOCS OLÍMPICS     | JOCS OLÍMPICS    | JOCS OLÍMPICS  | JOCS OLÍMPICS | JOCS OLÍMPICS |
| Edició                  | Classificació | Classificació            | Fase final       | Fase final       | Fase final        | Fase final       | Fase final     |               |               |
| Edició                  |               |                          | Setzens de final | Vuitens de final | Quarts de final   | Semifinals       | Final / Bronze |               |               |
| ----------------------- | ------------- | ------------------------ | ---------------- | ---------------- | ----------------- | ---------------- | -------------- | ------------- | ------------- |
| 1996                    |               | Mundial 1995             |                  |                  |                   |                  |                |               |               |
| 2000                    |               | Anfitrió                 |                  |                  | Brasil ¹          |                  |                |               |               |
| 2004                    |               | Papua Nova Guinea ¹      |                  |                  | Grècia ¹          | Suècia           |                |               |               |
| 2008                    | Myanmar ¹     | Corea Nord ¹             |                  |                  |                   |                  |                |               |               |
| 2012                    |               | Corea Nord ¹             |                  |                  |                   |                  |                |               |               |
| 2016                    |               | Japó ¹                   |                  | Zimbabwe ¹       | Brasil            |                  |                |               |               |
| MUNDIAL                 |               |                          |                  |                  |                   |                  |                |               |               |
| Edició                  | Classificació | Classificació            | Fase final       | Fase final       | Fase final        | Fase final       | Fase final     |               |               |
| Edició                  |               |                          | Setzens de final | Vuitens de final | Quarts de final   | Semifinals       | Final / Bronze |               |               |
| 1991                    |               | Campionat d'Oceania 1991 |                  |                  |                   |                  |                |               |               |
| 1995                    |               | Campionat d'Oceania 1994 |                  | Dinamarca ¹      |                   |                  |                |               |               |
| 1999                    |               | Campionat d'Oceania 1998 |                  | Suècia ¹         |                   |                  |                |               |               |
| 2003                    |               | Campionat d'Oceania 2003 |                  | Rússia ¹         |                   |                  |                |               |               |
| 2007                    |               | Copa Asiàtica 2006       |                  | Canadà ¹         | Brasil            |                  |                |               |               |
| 2011                    |               | Copa Asiàtica 2010       |                  | Noruega ¹        | Suècia            |                  |                |               |               |
| 2015                    |               | Copa Asiàtica 2014       | Nigèria ¹        | Brasil           | Japó              |                  |                |               |               |
| CAMPIONATS CONTINENTALS |               |                          |                  |                  |                   |                  |                |               |               |
| Edició                  | Classificació | Classificació            | Fase final       | Fase final       | Fase final        | Fase final       | Fase final     |               |               |
| Edició                  |               |                          | Setzens de final | Vuitens de final | Quarts de final   | Semifinals       | Final / Bronze |               |               |
| Àsia 1975               |               |                          |                  |                  | Singapur ¹        | Nova Zelanda     | Malàisia       |               |               |
| Oceania 1983            |               |                          |                  |                  |                   | Nova Caledònia ¹ | Nova Zelanda   |               |               |
| Oceania 1986            |               |                          |                  |                  |                   | Nova Zelanda ¹   | Xina Taipei    |               |               |
| Oceania 1989            |               |                          |                  |                  |                   | Xina Taipei      |                |               |               |
| Oceania 1991            |               |                          |                  |                  |                   |                  | Nova Zelanda ¹ |               |               |
| Oceania 1994            |               |                          |                  |                  |                   |                  | Nova Zelanda ¹ |               |               |
| Oceania 1998            |               |                          |                  |                  | Samoa Americana ¹ | Fiji             | Nova Zelanda   |               |               |
| Oceania 2003            |               |                          |                  |                  |                   |                  | Nova Zelanda ¹ |               |               |
| Àsia 2006               |               |                          |                  |                  | Corea Sud ¹       | Japó             | Xina           |               |               |
| Àsia 2008               |               |                          |                  |                  | Corea Sud ¹       | Corea Nord       | Japó           |               |               |
| Àsia 2010               |               |                          |                  |                  | Corea Sud ¹       | Japó             | Corea Nord     |               |               |
| Àsia 2014               |               |                          |                  |                  | Vietnam ¹         | Corea Sud        | Japó           |               |               |

- ¹ Fase de grups. Selecció eliminada mitjor possicionada en cas de classificació, o selecció classifica pitjor possicionada en cas d'eliminació.